# Theobald Thier
Theobald Thier, född 12 april 1897 i Stuttgart, död 12 juli 1949 i Kraków, var en tysk SS-Brigadeführer och generalmajor i Ordnungspolizei. 
Thier blev medlem i Nationalsocialistiska tyska arbetarepartiet (NSDAP) i februari 1923 och deltog senare samma år i Adolf Hitlers ölkällarkupp.

## Andra världskriget
Den 1 september 1939 anföll Tyskland Polen och den 26 oktober inrättades Generalguvernementet, den del av Polen som inte inlemmades i Tyska riket. Från 1943 till 1944 var Thier SS- och polischef i distriktet Galizien i Generalguvernementet med säte i Lemberg. Under Thiers ledarskap inleddes i Galizien öppnandet av massgravar och brännandet av lik på stora bål för att försöka förinta spåren efter nazisternas massmord på judar. Thier lät även stänga tvångsarbetslägret Janovska och mörda dess interner.
Thier greps den 22 juli 1945 och utlämnades till Polen. Han dömdes till döden den 10 december 1948. Källorna är inte samstämmiga beträffande Thiers död den 12 juli 1949. Antingen avled han av naturliga orsaker i häktet, eller så blev han avrättad.

## Befordringshistorik
Theobald Thiers befordringshistorik
- SS-Obersturmführer: 8 maj 1935
- SS-Hauptsturmführer: 20 april 1936
- SS-Sturmbannführer: 1 maj 1937
- SS-Standartenführer: 1 november 1938
- SS-Oberführer: 9 november 1940
- SS-Brigadeführer und Generalmajor der Polizei: 9 november 1942

## Utmärkelser
Theobald Thiers utmärkelser
Första världskriget
- Järnkorset av andra klassen
- Såradmärket i svart
- Ärekorset (Ehrenkreuz des Weltkrieges)

- Landesorden
- Tyska riksidrottsutmärkelsen i guld

Andra världskriget
- Krigsförtjänstkorset av första klassen med svärd
- Krigsförtjänstkorset av andra klassen med svärd
- Tilläggsspänne till Järnkorset av andra klassen
- SS Hederssvärd (Ehrendegen Reichsführer-SS)
- SS-Ehrenring (SS-Totenkopfring)